# Le Manteau (film, 1926)
Pour les articles homonymes, voir Le Manteau (homonymie).
Pour plus de détails, voir Fiche technique et Distribution.

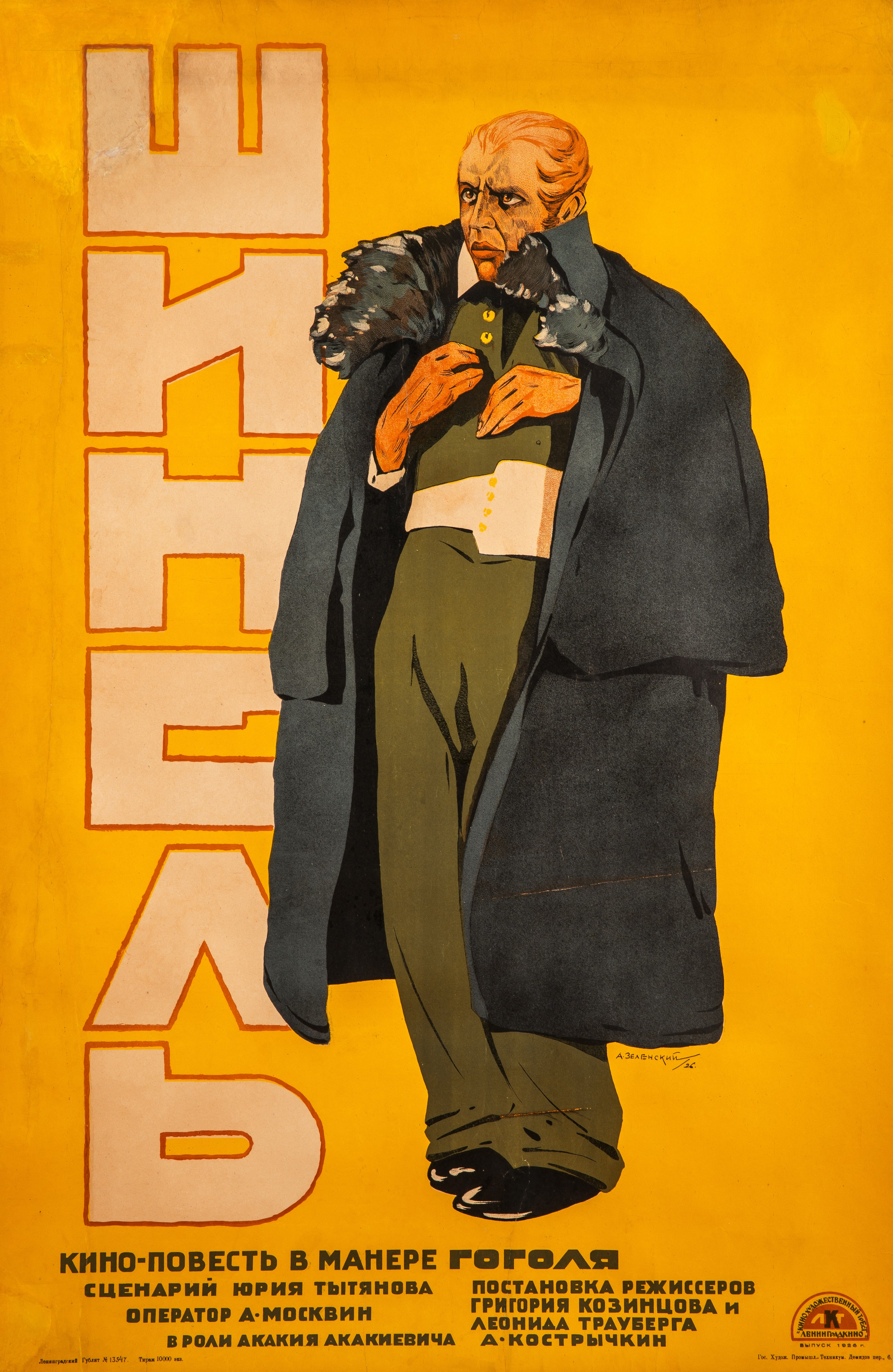
Affiche du film "Overcoat" (URSS, 1926) ; Leningrad : Cinematographic Trust "Leningradkino", 1926 ; Lithographie couleur, 1 l., 108×72,5 cm, 10 000 exemplaires.

Le Manteau (en russe : Шинель,Chinel) est un film soviétique de long métrage réalisé par Grigori Kozintsev et Leonid Trauberg. Le film est une tragi-comédie excentrique inspirée par deux nouvelles de Gogol, La Perspective Nevski et Le Manteau, parues dans Nouvelles de Pétersbourg.

## Synopsis
À Saint-Pétersbourg, le propriétaire foncier Ptitsine tente de résoudre un litige avec son voisin, le conseiller Akaki Bachmatchkine. Mais, avec l'aide du filou et maître chanteur Yaryzhka, grâce à des pots de vin, Akaki parvient à soudoyer un fonctionnaire. Akaki ne peut résister aux charmes d'une belle inconnue rencontrée sur la perspective Nevski. Mais peu après, Akaki se rend compte que la femme de ses rêves a aidé à la fraude. Craignant une sanction, le bureaucrate effrayé devient encore plus reclus.
Akaki est contraint de remplacer son vieux manteau tout décrépit. Au prix d'efforts financiers incroyables, il parvient à se faire confectionner un nouveau manteau par le tailleur Petrovitch. Il se sent littéralement rajeuni lorsqu'il reçoit son nouveau pardessus, doté d'un col en fourrure qui le tiendra bien au chaud. Pour fêter l'événement, ses amis et collègues ont organisé une petite fête, mais le soir, sur le chemin du retour, Akaki se fait voler son précieux manteau. Il essaye de porter plainte mais personne ne l'écoute. Peu après, le cœur brisé, il meurt paisiblement et quitte cette vie dénuée de sens.

## Fiche technique
- Titre : Le Manteau
- Réalisation ; Grigori Kozintsev
- Scénario ; Iouri Tynianov
- Photographie : Andreï Moskvine
- Direction artistique : Evgueni Eneï
- Assistent : Boris Spis
- Production : Lenfilm
- Durée : 65 minutes

## Distribution
- Andreï Kostritchkine : Akaki Bachmatchkine
- Antonina Yeremeyeva : la jeune fille
- Sergueï Guerassimov : Yaryjka, le maître chanteur
- Alexeï Kapler : le personnage sulbaterne / le personnage important
- Piotr Sobolevski : fonctionnaire
- Ianina Jeïmo : couturière
- Oleg Jakov : un collègue de Bashmachkine
- Sergueï Martinson : le tailleur
- Nikolai Gorodnichev : Pyotr Petrovich Ptitsine
- Paul Berezine : fonctionnaire
- Tatiana Wentzel : barbier